# Robert Sigurðsson
Robert Sigurðsson (* 18. Oktober 1993 in Mars, Pennsylvania) ist ein US-amerikanisch-isländischer Eishockeyspieler, der seit 2018 erneut bei Skautafélag Reykjavíkur in der isländischen Eishockeyliga spielt.

## Karriere
Robert Sigurðsson, der als Sohn isländischer Einwanderer in den Vereinigten Staaten geboren wurde, begann seine Karriere in der Mannschaft der Mars Area High School in seiner Heimatgemeinde. In der Spielzeit 2010/11 spielte er daneben auch für das Team der Pittsburgh Viper Stars in Nachwuchsliga NAPHL. Nachdem er die Spielzeit 2011/12 in Island bei Skautafélag Reykjavíkur verbracht hatte, kehrte er in die Vereinigten Staaten zurück, wo er für die Three Rivers Vengeance in der NA3HL und die Bay State Breakers in der USPHL spielte. Seit 2014 spielt er wieder im Land seiner Vorväter. Zunächst war er erneut bei Skautafélag Reykjavíkur tätig, bevor er 2017 zum amtierenden Meister Esja Reykjavík ging. 2018 kehrte er zu Skautafélag zurück. 2018 und 2019 war er Topscorer und 2019 auch bester Vorbereiter der isländischen Liga.

### International
Für die isländische Nationalmannschaft spielte Robert Sigurðsson erstmals bei der Weltmeisterschaft 2016 in der Division II. Auch 2017, 2018, 2019 und 2022 spielte er in der Division II. Zudem vertrat er seine Farben bei der Olympiaqualifikation für die Winterspiele in Peking 2022.

## Erfolge und Auszeichnungen
- 2018 Topscorer der Isländischen Eishockeyliga
- 2019 Topscorer und bester Vorlagengeber der Isländischen Eishockeyliga
- 2022 Aufstieg in die Division II, Gruppe A, bei der Weltmeisterschaft der Division II, Gruppe B